# 陳美雅
陳美雅（1970年11月12日—），中華民國政治人物，中國國民黨籍，現任高雄市議員，日本早稻田大學法學博士。

## 生平
陳美雅出生於高雄市鼓山區，父親陳明吉曾任一屆高雄市議員。畢業於日本明治大學法律系，並取得早稻田大學法學碩士、博士學位。返台後曾擔任過臺灣高等法院高雄分院法官助理、高雄市立空中大學法政學系助理教授、文藻外語大學講師等。2015年與基層警察夏仕欽結婚。

## 政治生涯
2002年，競選高雄市議員失利。2006年，首次當選高雄市議員，2010年高雄縣市合併後連任四屆高雄市議員。
2019年，贏得黨內初選，獲得中國國民黨提名參選高雄市第六選舉區立委選舉，最終敗給民進黨趙天麟，落選。
2023年，贏得黨內初選，再次獲得中國國民黨提名參選高雄市第六選舉區立委選舉，最終敗給民進黨黃捷，落選。

## 選舉紀錄
| 年度 | 選舉屆數             | 選舉區           | 所屬政黨   | 得票數 | 得票率 | 當選標記 | 備註 |
| ---- | -------------------- | ---------------- | ---------- | ------ | ------ | -------- | ---- |
| 2002 | 第六屆高雄市議員選舉 | 高雄市第一選舉區 | 中國國民黨 | 8,290  | 9.15%  |          |      |
| 2006 | 第七屆高雄市議員選舉 | 高雄市第一選舉區 | 中國國民黨 | 18,043 | 19.12% |          |      |
| 2010 | 第一屆高雄市議員選舉 | 高雄市第六選舉區 | 中國國民黨 | 15,077 | 14.57% |          |      |
| 2014 | 第二屆高雄市議員選舉 | 高雄市第六選舉區 | 中國國民黨 | 15,819 | 16.58% |          |      |
| 2018 | 第三屆高雄市議員選舉 | 高雄市第六選舉區 | 中國國民黨 | 25,640 | 23.05% |          |      |
| 2020 | 第十屆立法委員選舉   | 高雄市第六選舉區 | 中國國民黨 | 92,377 | 38.17% |          |      |
| 2022 | 第四屆高雄市議員選舉 | 高雄市第六選舉區 | 中國國民黨 | 20,408 | 23.78% |          |      |
| 2024 | 第十一屆立法委員選舉 | 高雄市第六選舉區 | 中國國民黨 | 93,750 | 42.07% |          |      |

## 外部連結
- 高雄市議員陳美雅的Facebook專頁
- 陳美雅的Instagram帳戶